# Lomgölen (Horns socken, Östergötland)
Lomgölen är en sjö i Kinda kommun i Östergötland och ingår i Motala ströms huvudavrinningsområde.